# 主體民族
主體民族（英語：Titular nation），又譯基幹民族，是在特定國家（state）中佔有主導地位的單一族群，通常會以這個族群的名稱來作為國家名稱，例如蒙古國的蒙古族，日本國的大和民族，大韓民國的大韓民族。這個名詞最早在19世紀晚期時由莫里斯·巴雷斯提出。

## 蘇聯
在蘇聯體系中，以各個區域的主體民族來建構出各級自治體，如苏联加盟共和国、自治共和国等，並作為國名，如白俄罗斯苏维埃社会主义共和国以白俄羅斯人為主體民族，乌克兰苏维埃社会主义共和国以烏克蘭人為主體民族。
在多民族地區，如北高加索，主體民族的說法，對於少數民族形成歧視與壓迫。在1920年代開始推行的蘇聯本土化政策（Korenizatsiia），強迫少數民族同化到各加盟共和國的主體民族。

## 中國
中華人民共和國的主體民族為漢族，部份採納了蘇聯的作法，推動民族区域自治制度，由少數民族建立民族自治地方。